# Vidourle
De Vidourle is een rivier in Occitanie, departement van de Gard, Frankrijk. Zij ontspringt in de Cevennen en mondt uit in de Middellandse Zee bij Le Grau-du-Roi. De bron van de rivier bevindt zich op "la Fage" bij La Bastide.
De belangrijkste zijrivieren zijn de Garonette, de Crieulon en de Courme. In de zomer staat de rivier zo goed als droog.
Er zijn geen gemeenten naar de rivier genoemd. De grotere plaatsen langs de rivier zijn:
- in Gard : Quissac, Sommières, Villetelle, Sardan, Vic-le-Fesq, Villevieille, Sauve, Aimargues
- in Hérault : Lunel, Marsillargues.

- Bibliothèque nationale de France: cb122688919 (data)
- Virtual International Authority File: 242713145